# (333) Badenia
(333) Badenia est un astéroïde de la ceinture principale découvert par Max Wolf le 22 août 1892. Il fut nommé d'après Badania, le nom latin du Grand-duché de Bade.